# Morzine
Morzine (in francoprovenzale Morzena, in italiano, desueto, Morzina) è un comune francese di 3 023 abitanti all'interno del dipartimento dell'Alta Savoia della regione del Alvernia-Rodano-Alpi. Situata ad un'altitudine di 980 m s.l.m., Morzine è un'importante meta turistica sia nella stagione invernale, che nella stagione estiva. Posizionata al centro del comprensorio sciistico denominato Portes du Soleil (Porte del Sole), riceve migliaia di vacanzieri, non solo dalla Francia stessa, ma da tutta Europa. Al comune di Morzine, appartiene anche la nota stazione sciistica Avoriaz.

## Economia

### Turismo
In Inverno, Morzine diventa una delle più importanti stazioni sciistiche di tutta la Francia. Nella stagione estiva, invece, è possibile effettuare escursioni in montagna, a piedi o in mountain bike, nonché cimentarsi in attività particolari come il paracadutismo, tra le cime alpine, o il rafting, nelle acque del fiume Dranse che taglia in due parti il paese.

## Società

### Evoluzione demografica
Abitanti censiti

## Amministrazione

### Gemellaggi
- Bonifacio